# Prêmio Multishow de Música Brasileira para Música Urbana do Ano
Prêmio Multishow de Música Brasileira para Música Urbana do Ano é um prêmio dado anualmente no Prêmio Multishow de Música Brasileira, uma cerimônia que foi estabelecida em 1994 e originalmente chamada de Prêmio TVZ. A Categoria Música Urbana do Ano foi criada em 2024 como parte de uma reformulação nas normas da Academia do Prêmio Multishow de 2023. Anteriormente, o prêmio de Música do Ano englobava diversos ritmos musicais em uma única categoria. No entanto, a partir de 2023, essa categoria foi ramificada, dando origem a 11 novas categorias.
Essa mudança visou reconhecer a diversidade de gêneros presentes na música brasileira e dar maior espaço a estilos populares, como a Música Urbana, que tem uma presença significativa no cenário musical do país. A Categoria Música Urbana do Ano destaca as músicas de maior impacto dentro do gênero, premiando artistas que contribuem para a evolução e popularidade do Música Urbana no Brasil.

## Vencedores e indicados
| Ano  | Vencedor(a)                          | Indicados | Ref.   |
| ---- | ------------------------------------ | --- | ------ |
| 2024 | "A Dança" – MC Hariel e Gilberto Gil | - "Carta Aberta" – MC Cabelinho - "Crack com Mussilon" – Matuê - "La Noche" – Yago Oproprio - "Purple Rain" – Duquesa, Yunk Vino e Go Dassisti - "Você Parece com Vergonha" – Ajuliacosta | [ 10 ] |